# Pherbellia dives
Pherbellia dives är en tvåvingeart som först beskrevs av Mario Bezzi 1928.  Pherbellia dives ingår i släktet Pherbellia och familjen kärrflugor. Inga underarter finns listade i Catalogue of Life.